# ハラホロ・トコラヒ
ハラホロ・トコラヒ（Halaholo Tokolahi、2001年4月20日 - ）は、ジャパンラグビーリーグワンの浦安D-Rocksに所属しているラグビーユニオン選手。

## 略歴
トンガ出身。目黒学院高等学校を経て、福岡工業大学に進学。
高2の時に花園（全国高等学校ラグビーフットボール大会）に出場。
大学1年時から、九州学生リーグに右プロップで先発出場した。2年時ではナンバーエイトで先発出場し、大学選手権まで進んだ。3年時・4年時には右プロップに戻り、大学選手権に出場。
2025年2月21日、ジャパンラグビーリーグワンの浦安D-Rocksへ、アーリーエントリーによる入団を発表した。